# Zébulon (RATP)
Pour les articles homonymes, voir Zébulon.
Le Zébulon est le deuxième prototype de la série MF 67 du métro de Paris, livré en mai 1968.
Son aspect particulier, seule rame entièrement en acier inoxydable emboutie et ondulé du parc de la Régie autonome des transports parisiens (RATP), lui valut ce surnom de « Zébulon », emprunté au petit personnage monté sur ressort de la série d'animation jeunesse Le Manège enchanté.
Techniquement très proche du MF 67 A2, il avait des caisses de forme et de dimensions particulières qui n'en facilitaient pas l'entretien, ce qui explique son retrait du service commercial. La RATP espérait que l'inox permettrait de faire des économies en supprimant le besoin de peindre les rames.
Une rame possédait six caisses dont cinq motrices, mais a toujours circulé en formation de cinq motrices, avec adhérence totale. Il était équipé de bogies bimoteurs. Sa composition était M.10003 + N.11003 + NA.12002 + N.11004 + M.10004.
Il a été affecté à la ligne 3, puis à la ligne 7, puis aux lignes 12 et 13, enfin à la ligne 9, avant d'être retiré du service et garé au début des années 1980, puis transféré au centre de formation des conducteurs.
Après avoir servi durant presque trente ans dans ce centre, la rame a été mise à la ferraille début 2011, à l'exception de la motrice M.10004. Celle-ci est conservée dans un hangar à Villeneuve-Saint-Georges, parmi d'anciens matériels de la RATP.

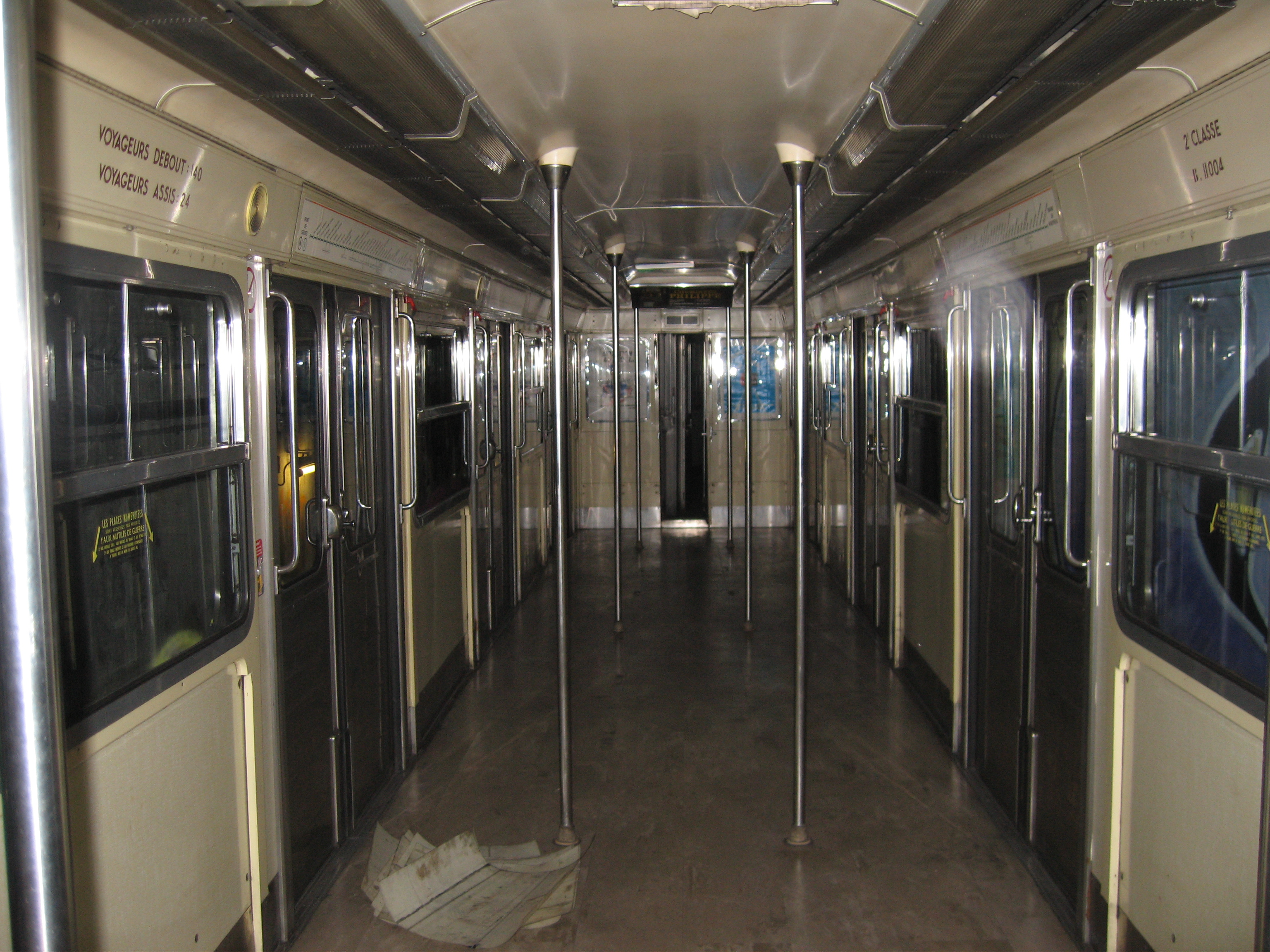
L’intérieur d'une voiture du Zébulon, en 2006, sans ses sièges (comme toutes les rames du centre de formation) mais avec les plans de la ligne 9 des années 1980.
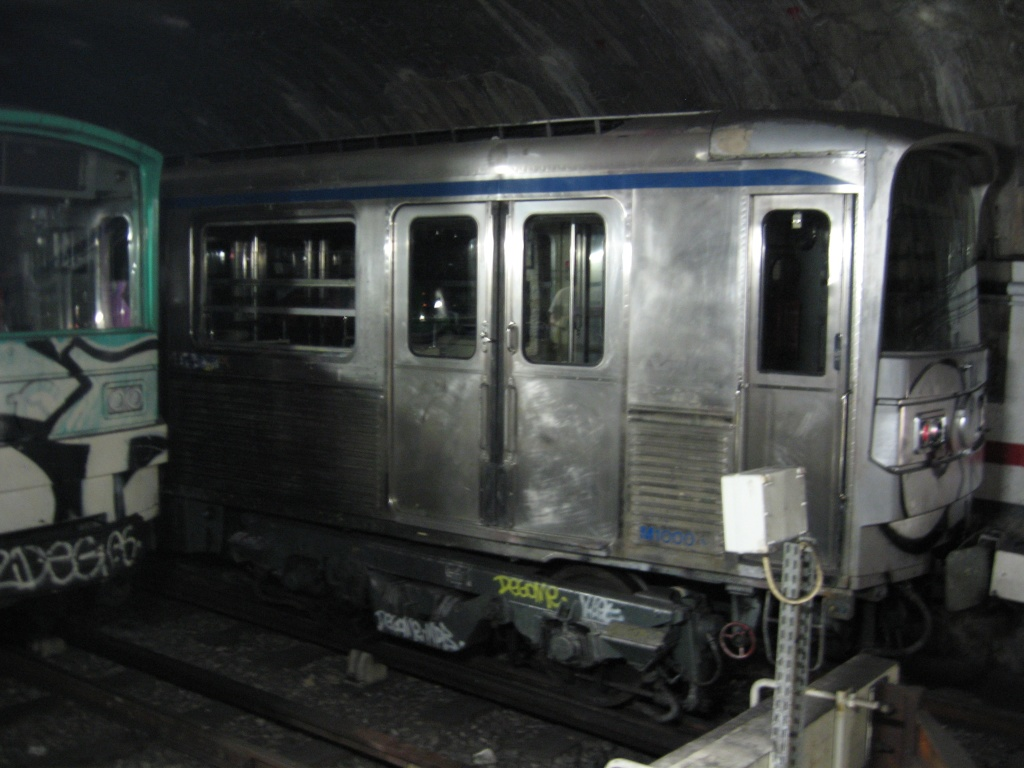
L'avant de la motrice Zébulon conservée.